# Anthophora rubricrus
Anthophora rubricrus es una especie de abeja del género Anthophora, familia Apidae. Fue descrita científicamente por Dours en 1869.

## Distribución geográfica
Esta especie habita en varios países del continente europeo, también en el norte de Asia (excepto China).